# Tulling

Tullinger Kirche

Tulling ist ein Gemeindeteil der Gemeinde Steinhöring im Landkreis Ebersberg in Bayern. 

## Lage
Das Kirchdorf hat ca. 500 Einwohner und ist etwa 40 km von der bayerischen Landeshauptstadt München entfernt. Tulling liegt zwischen Ebersberg und Wasserburg am Inn an der Bundesstraße 304, eine überregional bedeutsame Verbindung von München über Ebersberg, Wasserburg und Traunstein nach Salzburg. Der Ort ist an die Bahnstrecke Ebersberg–Wasserburg, die umgangssprachlich auch als „Filzenexpress“ bezeichnet wird, angebunden. Tulling liegt auf 510 m Meereshöhe.

## Geschichte
Der Ort Tulling wird erstmals in einer Freisinger Urkunde des Jahres 825 erwähnt.
Die Filialkirche St. Pankratius von Tulling ist ein gotischer Bau, entstanden am Ende des 15. Jahrhunderts. Das Langhaus hat drei Joche, der eingezogene Chor ein Joch. St. Pankratius ist der Patron der Kirche. Die Tullinger wallfahren seit 1718 zum Hl. Leonhard nach Inchenhofen (seit einigen Jahrzehnten fahren sie jeweils am Pfingstsamstag dorthin). Tulling war von Anfang an Teil der 1818 durch das bayerische Gemeindeedikt  gegründeten Gemeinde Steinhöring.

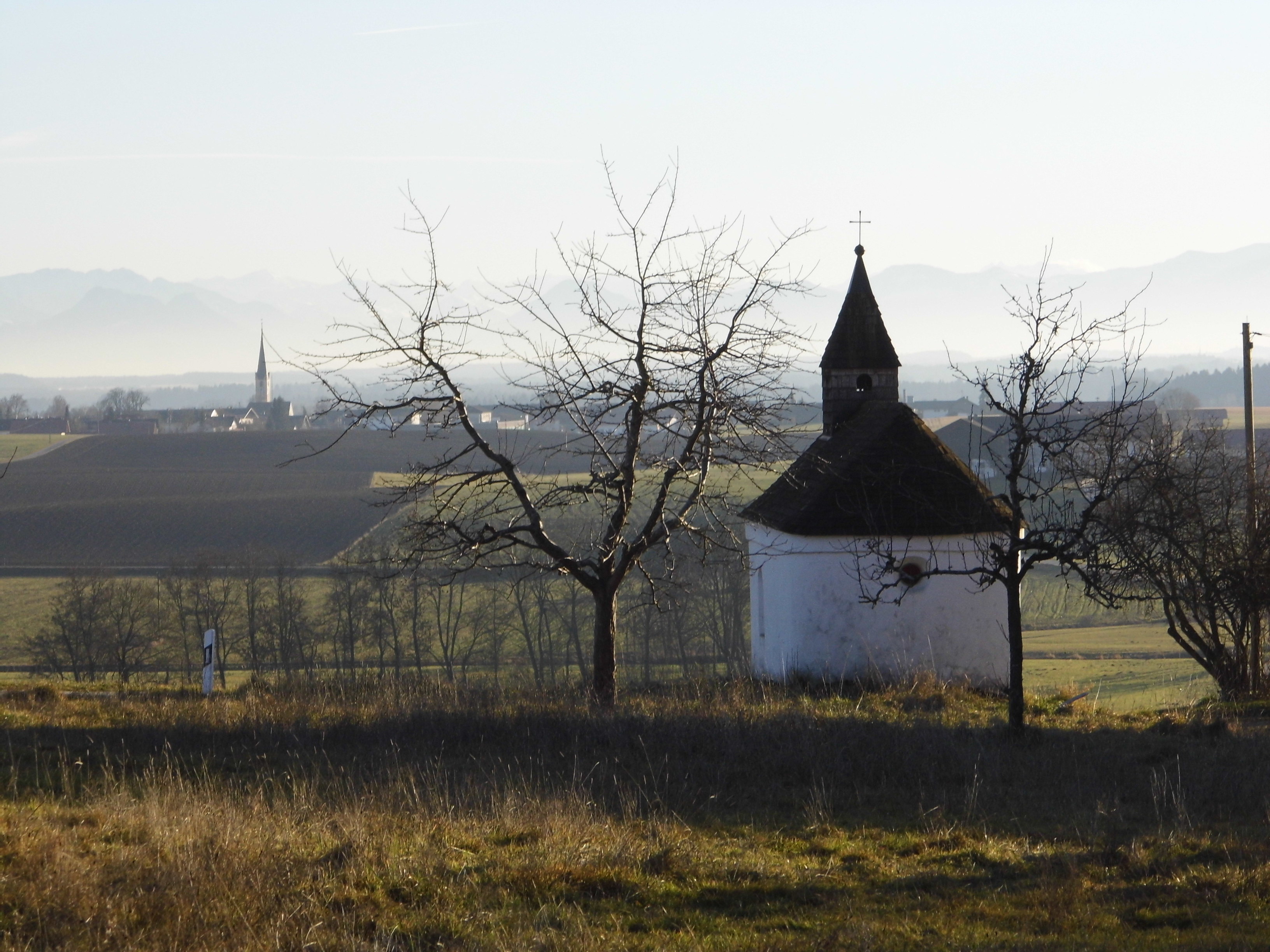
Tulling vor Alpenkulisse, ges. von Endorf am 28. Dezember 2013

Die Ortsvereine Tullings (Stopselclub Tulling, Schützengesellschaft Tulling, Freiwillige Feuerwehr Tulling und Steinhöringer Blasmusik) konnten 2008 ein eigenes Dorfgemeinschaftshaus eröffnen, in dem sich ein Großteil des kulturellen und sozialen Lebens des Ortes abspielt. Der Bau war aufgrund beachtlicher Eigenleistungen der Tullinger Bevölkerung sowie durch Spenden, Unterstützung der Gemeinde Steinhöring und des Freistaates Bayern möglich.

## Verkehr
Durch Tulling führt die Bundesstraße 304, die eine direkte Verbindung nach München herstellt, und die Bahnstrecke Grafing–Wasserburg.

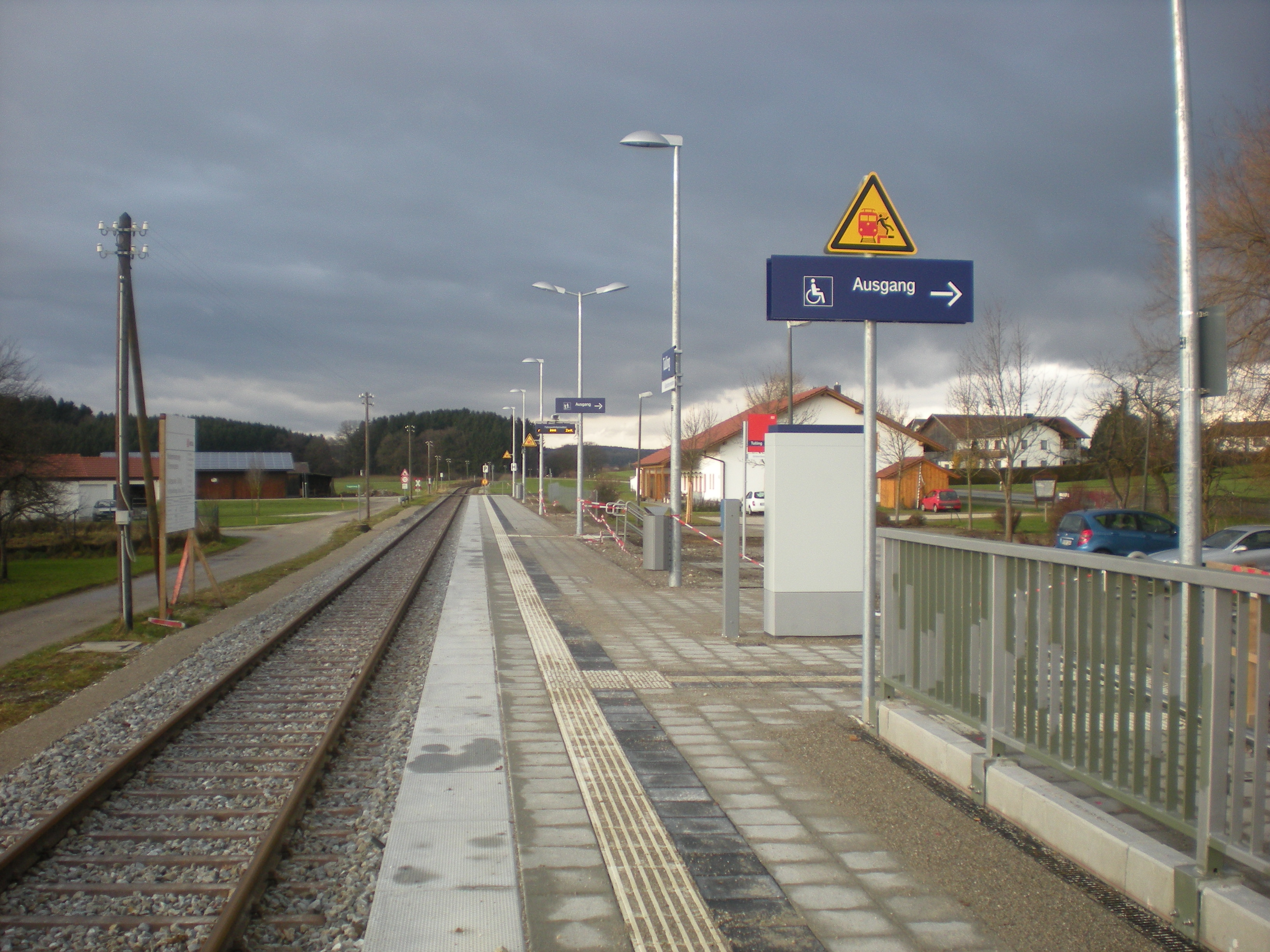
Haltepunkt Tulling

Der Bau einer Bahnstrecke von Wasserburg Bahnhof durch Tulling nach Ebersberg, wo diese an die Bahnstrecke über Grafing Bahnhof nach München anschloss, wurde im März 1903 genehmigt. Von Wasserburg Bahnhof nach Wasserburg Stadt bestand bereits seit 1902 eine Verbindung. Der reguläre Betrieb in Tulling begann mit der Abnahmefahrt am 27. September 1905. Die offizielle Eröffnung fand am 1. Oktober 1905 statt. Der Bahnhof Tulling verfügte über ein Empfangsgebäude mit einem Dienst- und einen Wohnraum für den Bahnbediensteten, im Erdgeschoss gab es einen Warteraum für Fahrgäste. Für den Güterverkehr war ein weiteres Gleis mit einer Ladestraße vorhanden. Das Bahnhofsgebäude ist inzwischen nicht mehr besetzt und das Gütergleis wurde abgebaut. Der Bahnsteig für die Personenzüge modernisierte die Südostbayernbahn 2012, dabei wurde der Bahnsteig auf 76 Zentimeter über Schienenoberkante erhöht und auf 140 Meter verlängert. Von der Südostbayernbahn werden derzeit zumeist in Einzeltraktion verkehrende Dieseltriebwagen der Baureihe 628 eingesetzt.
Zum Fahrplanwechsel am 14. Dezember 2014 wurde das Fahrtenangebot der Regionalbahnen der Südostbayernbahn, die von Grafing nach Wasserburg verkehren und in der Hauptverkehrszeit von Grafing nach München Ost verlängert werden, erheblich ausgebaut. Seitdem verkehren die Regionalbahnen von Montag bis Freitag überwiegend im 60-Minuten-Takt, an Samstagen sowie Sonn- und Feiertagen gilt ein Zweistundenrhythmus zwischen Grafing und Wasserburg. Die Bayerische Eisenbahngesellschaft (BEG) beabsichtigt ab Dezember 2016 im Zuge einer durch die Südostbayernbahn gewonnene Neuausschreibung der Regionalbahnverkehre auch am Wochenende die Einführung des 60-Minuten-Taktes. Zudem wird beabsichtigt, zusätzliche Abendzüge zu bestellen.
Der Bahnhof liegt im Tarifgebiet des Münchner Verkehrs- und Tarifverbundes (MVV) und ist auch durch die Buslinie 9421, die vom Regionalverkehr Oberbayern (RVO) betrieben wird, erreichbar. Ergänzend zur Bahnstrecke Grafing–Wasserburg verkehrt seit dem 15. Dezember 2014 die MVV-Rufbuslinie 443, welche Verbindungen ins Gemeindegebiet von Frauenneuharting sowie Ortsteile von Ebersberg (Traxl, Englmeng und Ruhensdorf), aber auch nach Steinhöring und andere Ortsteilen von Steinhöring (Sensau, Oed, Endorf, Holzhäuseln, Unterseifsieden, Oberseifsieden, Sankt Christoph, Niederaltmannsberg, Abersdorf) herstellt.